# Zelmira
Zelmira ist eine Oper (Originalbezeichnung: „dramma per musica“) in zwei Akten von Gioachino Rossini (Musik) mit einem Libretto von Andrea Leone Tottola nach Pierre-Laurent Buirette de Belloys Tragödie Zelmire von 1762. Die Uraufführung erfolgte am 16. Februar 1822 im Teatro San Carlo in Neapel.

## Handlung
König Polidoro hat viele Jahre erfolgreich über die Insel Lesbos geherrscht und das Vertrauen seines Volks gewonnen. Seine Tochter Zelmira ist mit dem trojanischen Prinzen Ilo verheiratet. Die beiden haben einen kleinen Sohn, den designierten Thronerben von Lesbos. Ilo muss zur Verteidigung seiner Heimat Troja Lesbos verlassen. Während seiner Abwesenheit wird Lesbos von Azor, dem König von Mytilini, überfallen. Dieser hatte einst um Zelmiras Hand angehalten, wurde aber von ihrem Vater abgewiesen. Azor hegt daher besonderen Hass gegen Polidoro. Zelmira bringt ihren greisen Vater im Mausoleum ihrer Vorfahren in Sicherheit. Um Azor in die Irre zu führen, täuscht sie einen Verrat vor und teilt ihm mit, dass Polidoro in den Ceres-Tempel geflohen sei. Azor lässt den Tempel verwüsten, wird aber kurz darauf von den Anhängern seines Rivalen Antenore ermordet. Alle glauben, dass Polidoro im Tempel umgekommen ist.
An dieser Stelle setzt die Handlung der Oper ein. Der von seinem Freund Leucippo unterstützte Antenore wird Azors Nachfolger als König von Mytilini und übernimmt auch die Herrschaft über Lesbos. Ilo kehrt nach dem Sieg über seine Feinde nach Lesbos zurück. Zelmira wird zum Opfer zweier Verleumdungen. Zunächst wird sie beschuldigt, durch Verrat den Tod ihres Vaters verursacht zu haben. Gegen Ende des ersten Akts verhindert sie einen Mordanschlag Leucippos gegen Ilo, wird selbst der Täterschaft bezichtigt und festgenommen. Im zweiten Akt lassen Antenore und Leucippo Zelmira wieder frei, um sie zu beobachten und so den Aufenthaltsort Polidoros herauszufinden. Dies geschieht wie erwartet. Zelmira und Polidoro werden in den Kerker geworfen, wo Antenore und Leucippo sie zu töten versuchen. Ilo und seine Leute retten sie in letzter Sekunde.

„Polydor herrschte auf der Insel Lesbos, und war in seinem Alter vollkommen beglückt durch die Liebe seiner Völker, und die Zärtlichkeit seiner Tochter Zelmira, so wie ihres Gatten Ilo, eines tapfern trojanischen Prinzen; dieser ward aber bald gezwungen, Lesbos zu verlassen, um einen Feind zu bekämpfen, welcher seine Staaten bedrohte. Azor, Herr von Mitilene, benützte seine Abwesenheit, um sich an Polydor, welcher ihm früher Zelmirens Hand verweigert hatte, zu rächen. Mit einem furchtbaren Heere überfiel er das Reich seines Feindes, Schrecken und Verderben verbreitend; nichts aber konnte seine Rachgierde sättigen, als der Tod Polydors, dem er überall vergebens nachspürte. Zelmiren war es gelungen, den geliebten Vater in einer Gruft zu verbergen, welche die Asche der Könige von Lesbos aufbewahrte, und um jede Spur seines Zufluchtsortes zu vermeiden, trat sie mit scheinbarer Grausamkeit vor den Usurpator, und zürnend über ihren Vater, daß er sie um seinen Besitz beraubt habe, schien sie selbst seinen Tod zu wünschen, und vertraute dem Feinde, daß sich Polydor in den Tempel der Ceres geflüchtet habe. Sogleich ließ Azor diese heilige Stätte in Flammen setzen, allein er selbst wurde im Dunkel der Nacht von Antenors Vertrauten ermordet, denn dieser strebte, unterstützt von Leucipp, nach dem Throne von Mitilene, welchen er sich sammt der Herrschaft über Lesbos durch diese That gewann. – Inzwischen hatte Ilo seine Feinde bezwungen, und kam zur glücklichen Stunde nach Lesbos zurück, denn mit seinen tapfern Kriegern, dem durch seine Gegenwart neu ermuthigten Volke, und seiner festen Treue für den rechtmäßigen Regenten, war er schnell Sieger, vertrieb den Usurpator, und setzte den König Polydor wieder ein. Die Begebenheit ist zum Theile aus dem Trauerspiel des Herrn Belloy: ‚Zelmire‘ gezogen.“

Die folgende Inhaltsangabe folgt im Wesentlichen dem Libretto der neapolitanischen Erstfassung von 1822. Abweichungen sind gekennzeichnet.

### Erster Akt
Weite Ebene am Meer außerhalb der Stadtmauern von Lesbos
An der rechten Seite der Eingang zu den Grabmälern der Könige von Lesbos, zum Teil von alten Zypressen beschattet. Morgenröte.
Szene 1 (M1). Nach der Ermordung ihres Königs Azor laufen die mytilinischen Krieger verstört umher und rätseln über den Urheber der Tat (Introduktion: „Oh sciagura!“). Leucippo ruft zur Rache auf. (M2) Auch Antenore zeigt sich entsetzt und schwört dem Mörder Rache (Cavatine Antenore „Che vidi! amici!“). Leucippo überzeugt die Krieger davon, Antenore zum Nachfolger Azors zu ernennen. Anschließend schickt er sie auf die Suche nach dem Täter. Im folgenden Gespräch zwischen Antenore und Leucippo kommen ihre wahre Absichten ans Licht. Antenores Herrschaft über Lesbos ist allerdings noch nicht gesichert, da Polidoros Erbe und dessen Mutter Zelmira noch leben. Um Zelmira zu diskreditieren, verkünden sie, dass sie als Verräterin für den Tod ihres Vaters verantwortlich sei.
Szene 2 (M3). Auch Zelmiras Vertraute Emma ist von ihrer Schuld überzeugt. Um sie vom Gegenteil zu überzeugen, führt Zelmira sie zum Grabgewölbe, in dem sie Polidoro zu seiner Sicherheit untergebracht hat.

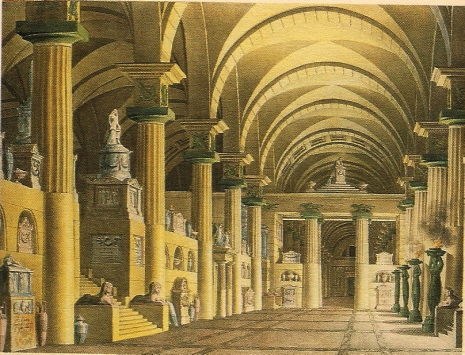
Bühnenbild des Mausoleums (Lithografie von Pasquale Canna)

Großer unterirdischer Saal mit massiven Säulen
Man sieht kostbare Urnen und die majestätischen Grabmäler der verstorbenen Könige von Lesbos. Der Abstieg erfolgt über eine große weiße Marmortreppe. Einige brennende Lampen und ein paar Strahlen Tageslicht, die durch eine höhergelegene Öffnung eindringen, geben diesem erhabenen Begräbnisort ein dämmriges Licht. Schon beginnt der neue Tag.
Szene 3 (M4). Polidoro beklagt seine Einsamkeit im Mausoleum (Cavatine: „Ah! già trascorse il dì“).
Szene 4 (M5). Zelmira und Emma besuchen Polidoro an seinem Zufluchtsort. Alle freuen sich über das Wiedersehen (Terzett: „Soave conforto“). Emma bittet ihre Freundin um Verzeihung für ihren falschen Verdacht. Als von draußen Lärm und kriegerische Musik zu hören sind, erzählt Zelmira ihrem Vater vom Mord an Azor. Zelmira und Emma eilen fort, um den Grund für die Unruhen zu erfahren.
Platz. Auf einer Seite der Tempel Jupiters
Szene 5 (M6). Nach der erfolgreichen Verteidigung seiner Heimat ist Prinz Ilo nach Lesbos zurückgekehrt. Er zieht mit seinen Kriegern zu den Klängen eines festlichen Marsches ein (Chor der Krieger: „S’intessano agli allori“). Ilo freut sich auf das Wiedersehen mit seiner Gattin Zelmira und seinem kleinen Sohn (Cavatine: „Terra amica“). Von den Ereignissen auf Lesbos hat er noch nichts erfahren. Er schickt seinen Vertrauten Eacide mit einigen Männern zum Palast, um Polidoro von seiner Rückkehr zu informieren.
Szene 6 (M7). Zelmira begrüßt ihren Gatten nicht so freudig, wie er erwartet hatte. Er wird misstrauisch und sorgt sich um seinen Sohn (Duett: „A che quei tronchi accenti?“). Zelmira versichert ihm, dass alles in Ordnung sei. Sie bringt es nicht fertig, ihm von den Geschehnissen zu berichten und antwortet auf seine Fragen nur ausweichend. Emma und andere junge Frauen kommen hinzu und warnen Zelmira vor der Rachsucht Antenores. Sie solle schnellstens die Flucht ergreifen. Ilo erfährt immer noch nicht den Grund für ihr Verhalten. Alle ziehen sich in unterschiedliche Richtungen zurück.
Szene 7 (M8). Siegessicher tritt Antenore mit Leucippo auf. Sie planen, Ilo mit freundlichen Worten in Sicherheit zu wiegen, um ihn dann zu ermorden. Zelmira soll ihm dann in den Tod folgen. Ilo hat inzwischen vom vermeintlichen Tod Polidoros erfahren und kehrt auf den Platz zurück. Leucippo und Antenore erzählen ihm, dass Zelmira ein Liebesverhältnis mit Azor eingegangen sei und Verrat an ihm, ihrem Vater und ihrem Vaterland begangen habe (Cavatine Antenore: „Mentre qual fiera ingorda“). Eine Gruppe von Priestern bietet Antenore die Krone von Lesbos an. Ilo zieht sich erschüttert zurück. Antenore dagegen triumphiert. Er entfernt sich mit Leucippo und den Priestern.
Szene 8 (M9). Zelmira bittet Emma, sich um ihren Sohn zu kümmern. Sie soll ihn verborgen halten, bis die Gefahr vorbei ist (Duettino: „Perché mi guardi e piangi“).
Prächtiger Thronsaal im Palast

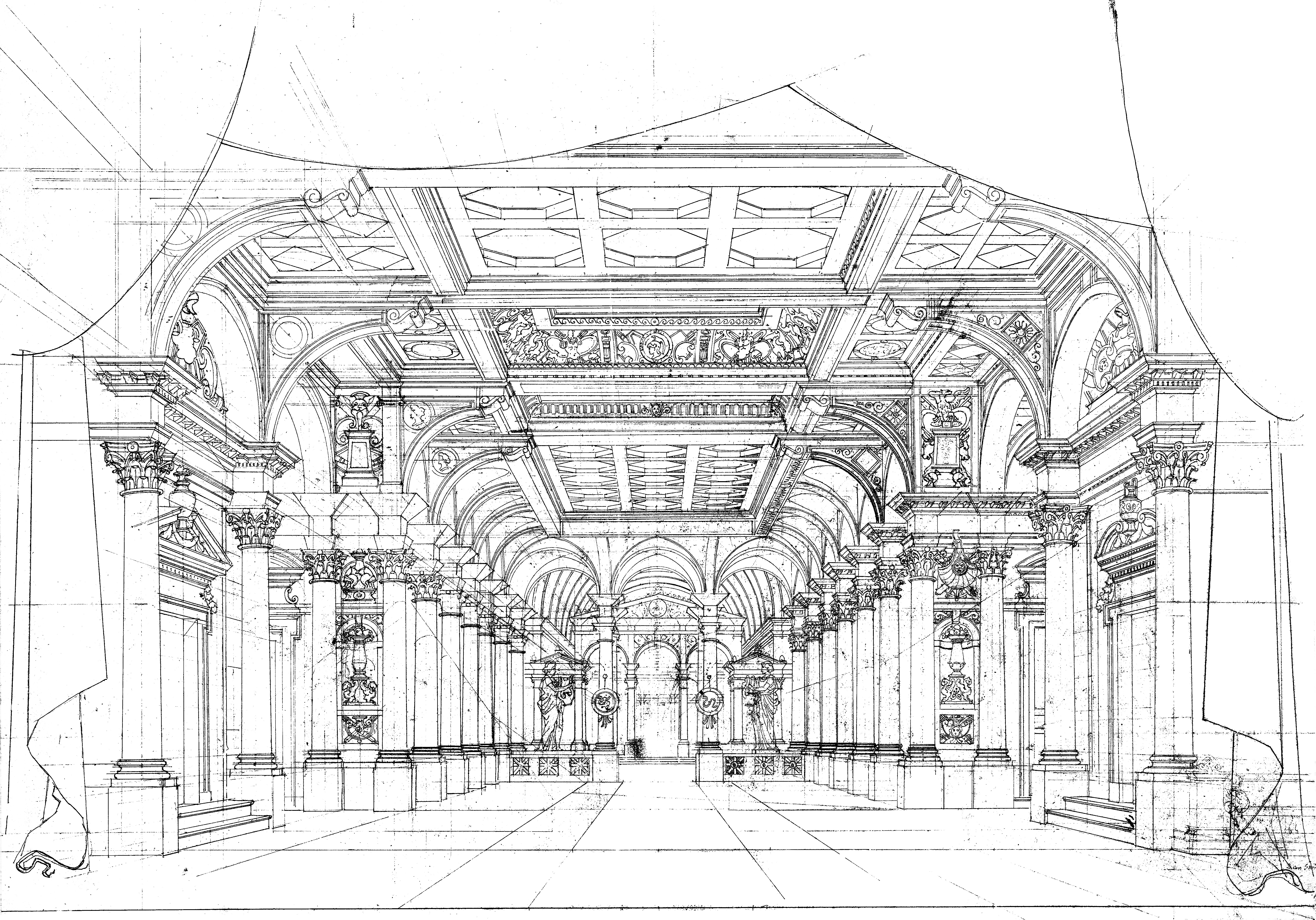
Prächtiger Thronsaal im Palast (Paris 1826)

Szene 9. Zu einem feierlichen Marsch treten die königlichen Wachen von Lesbos und Mytilini, die Edelleute der beiden Reiche und mit Blumengirlanden geschmückte Jungfrauen auf. Antenore erscheint in königlicher Robe mit Leucippo und den Priestern Jupiters. Pagen am Ende des Zugs tragen goldene Schalen mit der Krone und dem Zepter. Der Marsch wird von Chorgesang begleitet (Finale: „Sì fausto momento“). Am Thron angekommen krönt der Hohepriester Antenore. Leucippo überreicht ihm das Zepter. Antenore zieht an der Spitze seines Gefolges ab.
Szene 10 (M10). Auf der Suche nach seinem Sohn betritt der verzweifelte Ilo den Saal. Er lässt sich erschöpft auf einen Stuhl fallen. Leucippo ist ihm heimlich gefolgt. Er sieht die perfekte Gelegenheit für einen Mord und zieht seinen Dolch. Zelmira tritt von der entgegengesetzten Seite in den Saal, erkennt die Lage und entreißt ihm den Dolch. Leucippo lässt sich jedoch nicht aus der Fassung bringen. Er rüttelt Ilo wach und behauptet, er habe Zelmira soeben davon abgehalten, ihn zu töten. Ilo schenkt ihm Glauben.
Szene 11 (M11). Antenore kommt mit seinen Kriegern hinzu. Nachdem ihm Leucippo die Lage erklärt hat, befiehlt er, Zelmira festzunehmen. Der Chor fordert ihren Tod.

### Zweiter Akt
Prächtiger Saal wie im ersten Akt
Szene 1 (N1, M1). Leucippo bringt Antenore einen Brief Zelmiras an ihren Gatten, der von seinen Leuten abgefangen worden war. Darin versichert Zelmira ihm ihre Unschuld und fleht ihn an, sie und ihren Vater zu retten. Leucippo und Antenore erkennen, dass Polidoro noch lebt. Um seinen Aufenthaltsort zu erfahren, wollen sie Zelmira freilassen und ihre Schritte beobachten.
Weite Ebene wie im ersten Akt
Szene 2 (M2). Emma erscheint mit den Jungfrauen aus Zelmiras Gefolge, um Zelmiras Sohn zu holen und in Sicherheit zu bringen. Sie sehen sich vorsichtig um und rufen nach dem Jungen (Chor: „Pian piano inoltrisi“). Nachdem sie ihn gefunden haben, bittet Emma zwei ihrer Begleiterinnen, ihn in eine Höhle zu bringen und dort zu bewachen. Sie fleht den Himmel um Schutz an (Cavatine: „Ciel pietoso, ciel clemente“). Ein Geräusch erschreckt sie – aber es war nur der Wind. Alle gehen.
Szene 3 (N2, M3). Gedankenverloren steht Ilo vor dem Eingang zum Mausoleum. Trotz ihres Verrats liebt er sie noch immer. Außerdem sorgt er sich um seinen Sohn. Da tritt Polidoro besorgt um seine Tochter aus dem Grabmal. Ilo ist erleichtert, ihn lebendig zu finden. Polidoro erzählt ihm die Wahrheit über Zelmira: Sie ist unschuldig an den ihr vorgeworfenen Taten (Duett: „In estasi di gioia“). Ilo bietet ihm an, auf seinen Schiffen Schutz zu suchen, aber Polidoro zieht die Gruft vor, in die er nun zurückkehrt. Ilo eilt unterdessen zum Ufer, um die Rettung Zelmiras in die Wege zu leiten.
Szene 4 (N3, M4a). Zelmira wurde freigelassen und steht nun unter der heimlichen Beobachtung Antenores und Leucippos. Emma berichtet ihr von einer Begegnung mit Ilo, der ihr ausrichten lässt, dass er sie in Kürze mit ihrem Vater vereinen werde. Zelmira nimmt an, dass er sich bei den Schiffen befindet. Antenore und Leucippo, die alles gehört haben, treten aus ihrem Versteck und beschuldigen sie der Lüge. Sie wissen nun, das Polidoro sich nicht im Tempel befand, sondern vor ihr in Sicherheit gebracht worden war. Als sie den Priester Forba wegen seiner vermeintlichen Mitwisserschaft töten wollen, versichert Zelmira, alleine Polidoro in der Gruft untergebracht zu haben. Sie erkennt mit Entsetzen, dass sie unwillentlich dessen Versteck preisgegeben hat. Leucippo entfernt sich mit einigen Kriegern, um ihn zu holen.
Szene 5 (N4, M4b). Polidoro wird von den Soldaten aus der Gruft geführt. Er befindet sich nun in der Gewalt Antenores und Leucippos. Vergeblich fleht Zelmira die beiden an, ihr eigenes Leben für das des Vaters zu nehmen (Quintett: „Ne’ lacci miei cadesti“).
Szene 6 (N6, M5). Priester bringen die Urne mit der Asche Azors. Ihnen folgen die Krieger von Mytilini und die Frauen. Als Antenore Zelmira die Schuld an seinem Tod gibt, fordern die Soldaten ihren Tod. Emma und die Frauen flehen vergeblich um Gnade. Die Krieger führen Polidoro und Zelmira in den Kerker. (M6) Nachdem ihnen Antenore und Leucippo gefolgt sind, schickt Emma die Frauen zum Ufer, um Ilo zu Hilfe zu rufen. Der ist aber bereits auf dem Weg.
Szene 7 (N7, M7). Emma unterrichtet Ilo vom Geschehenen.
Schauerliches unterirdisches Verlies
Szene 8 (N9, M8). Polidoro ist auf einem Felsen zusammengebrochen. Es gelingt Zelmira schließlich, ihn zu wecken. Sie hofft auf Rettung durch Ilo. Zuvor kommen jedoch Antenore und Leucippo mit der Absicht, die beiden zu töten. Zelmira wirft sich vor ihren Vater, um ihn zu schützen und bietet an, Antenore freiwillig den Thron von Lesbos zu überlassen. Das lehnt Polidoro ab. Da verkünden Waffengeklirr und Kampfgeräusche das Nahen Ilos. Zelmira zieht einen Dolch, um ihren Vater zu verteidigen. Ilo und seinen Leuten gelingt es schließlich, die Mauer des Kerkers einzubrechen. Ilo tritt mit gezogenem Schwert an der Spitze der trojanischen Krieger ein. Ihm folgen bewaffnetes Volk von Lesbos, die Frauen und Emma mit Zelmiras Sohn. Antenore und Leucippo werden überwältigt und in Ketten gelegt. Ilo, Zelmira und ihr Sohn fallen sich in die Arme, während die Soldaten Antenore und Leucippo ihrer verdienten Strafe zuführen. Zelmira gibt ihrer Freude und Erleichterung Ausdruck (Rondò: „Riedi al soglio“). Alle feiern den glücklichen Ausgang.

## Gestaltung

### Instrumentation
Die Orchesterbesetzung der Oper enthält die folgenden Instrumente:
- Zwei Flöten/Piccoloflöten, zwei Oboen/Englischhorn, zwei Klarinetten, zwei Fagotte
- Vier Hörner, zwei Trompeten, drei Posaunen
- Pauken, Große Trommel, Becken
- Harfe
- Streicher
- Auf der Bühne: Banda

### Musiknummern
Die Oper enthält die folgenden Musiknummern:
Erster Akt
- Nr. 1. Introduktion: „Oh sciagura!“ (Szene 1)
  - Cavatine (Antenore) „Che vidi! amici!“ (Szene 1)
- Nr. 2. Cavatine (Polidoro): „Ah! già trascorse il dì“ (Szene 3)
- Nr. 3. Terzett (Polidoro, Zelmira, Emma): „Soave conforto“ (Szene 4)
- Nr. 4. Chor der Krieger: „S’intessano agli allori“ (Szene 5)
  - Cavatine (Ilo): „Terra amica“ (Szene 5)
- Nr. 5. Duett (Ilo, Zelmira): „A che quei tronchi accenti?“ (Szene 6)
- Nr. 6. Cavatine (Antenore): „Mentre qual fiera ingorda“ (Szene 7)
- Nr. 7. Duettino (Zelmira, Emma): „Perché mi guardi e piangi“ (Szene 8)
- Nr. 8. Finale (Antenore, Leucippo, Gran Sacerdote, Ilo, Zelmira, Emma): „Sì fausto momento“ (Szene 9)[A 9]

Zweiter Akt
- Nr. 8bis. Chor: „Pian piano inoltrisi“ (Szene 2)[A 5]
  - Cavatine (Emma): „Ciel pietoso, ciel clemente“ (Szene 2)
- Nr. 9. Duett (Ilo, Polidoro): „In estasi di gioia“ (Szene 3)
- Nr. 10. Quintett (Antenore, Zelmira, Polidoro, Leucippo, Emma): „Ne’ lacci miei cadesti“ (Szene 5)
- Nr. 10bis. Arie (Zelmira): „Da te spero, o ciel clemente“ (Ergänzung für Paris, 1826)
- Nr. 11. Rondò (Zelmira): „Riedi al soglio“ (Szene 8)

### Musik
Die Oper hat keine Ouvertüre. Sie fängt sofort mit der Introduktion in d-Moll an und führt direkt in die Handlung. Das gesamte Werk durchzieht eine intensive Chromatik. Moll-Tonarten werden bevorzugt.
Erwähnenswerte Musiknummern sind:
- In der Cavatine des Antenore „Che vidi! amici!“ (Nr. 1, erster Akt, Szene 1) ist vor allem die kämpferische Cabaletta „Sorte! Secondami!“ „vokal unwiderstehlich“.[2]:109
- Die Cavatine des Polidoro „Ah! già trascorse il dì“ (Nr. 2, erster Akt, Szene 3) zeigt eindrucksvolle Feierlichkeit.[2]:109
- Die Cavatine des Ilo „Terra amica“ (Nr. 4, erster Akt, Szene 5) mit der Cabaletta „Cara! deh attendimi!“ demonstriert die virtuosen Fähigkeiten des Tenors auf typisch rossinische Weise.[2]:109
- Das Duett Ilo/Zelmira „A che quei tronchi accenti?“ (Nr. 5, erster Akt, Szene 6) stellt in nervösen Koloraturen die Ängstlichkeit des Paares dar.[2]:110
- Das Duettino Zelmira/Emma „Perché mi guardi e piangi“ (Nr. 7, erster Akt, Szene 8) ist eine Klage in f-Moll, die nur von Englischhorn und Harfe begleitet wird[3]:264[1] und eine „Oase der Zärtlichkeit inmitten der umgebenden Raserei“.[2]:110
- Das Duett Ilo/Polidoro „In estasi di gioia“ (Nr. 9, zweiter Akt, Szene 3) hält Charles Osborne für das schönste der Oper.[2]:110
- Das Quintett „Ne’ lacci miei cadesti“ (Nr. 10, zweiter Akt, Szene 5) ist abwechselnd lebhaft und rührend.[2]:110

## Werkgeschichte

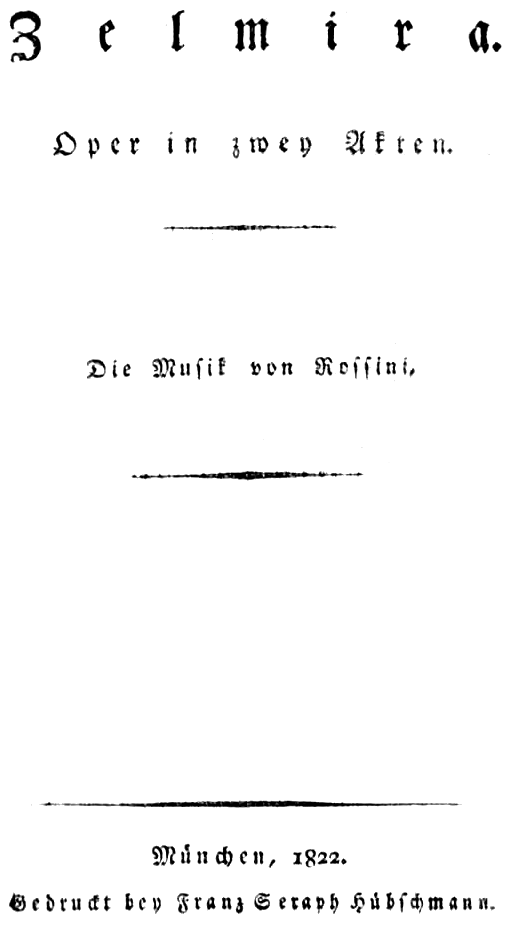
Titelblatt des Librettos, München 1822

Von April bis Juli 1822 veranstaltete Domenico Barbaja, der neue Impresario des Theater am Kärntnertor in Wien, einen Rossini-Zyklus, für dessen Eröffnung er die neue Oper Zelmira bestimmte.:267 Sie wurde dort erstmals am 13. April 1822 aufgeführt.:135 Barbaja leitete zugleich das Teatro San Carlo in Neapel, wo er das Werk ab dem 16. Februar 1822 vorab aufführen ließ – gleichsam als Probe für die Wiener Aufführung. Das Libretto stammte von Andrea Leone Tottola. Es basiert auf der französischen Tragödie Zelmire von Pierre-Laurent Buirette de Belloy aus dem Jahr 1762. Der Rossini-Biograph Herbert Weinstock bezeichnete den Text als „eine Schändlichkeit, nicht besser als die ursprüngliche französische Zelmire, die Radiciotti mit Recht ‚eine Sammlung von falschen Ideen, Gemeinplätzen und künstlich konstruierten Situationen‘ nannte“. Rossini ging dennoch mit großer Sorgfalt an die Komposition, wovon u. a. „harmonische Vielfalt, kontrapunktische Genauigkeit [und] abwechslungsreiche Modulation[en]“ zeugen.:130
Bei der Uraufführung am 16. Februar 1822 im Teatro San Carlo sangen die Sopranistin Isabella Colbran (Zelmira), die Altistin Anna Maria Cecconi (Emma), die Tenöre Giovanni David (Ilo), Andrea Nozzari (Antenore) und Gaetano Chizzola (Eacide) sowie die Bässe Antonio Ambrosi (Polidoro), Michele Benedetti (Leucippo) und Massimo Orlandini (Hohepriester). Die Oper wurde sowohl vom Publikum als auch von der Presse gut aufgenommen und in Neapel bis zum 6. März gespielt.:131 Kritisiert wurden allerdings die „schäbigen Kostüme“ und die Glaubwürdigkeit der Darstellungen von Antonio Ambrosi und Giovanni David.:67 Bei der letzten Aufführung war König Ferdinand zugegen, der Rossini und den Sängern „schmeichelhafte Zeichen seiner Dankbarkeit“ gab.:131
Drei Wochen nach der Premiere in Neapel machten sich Rossini und die vier Sänger Colbran, David, Nozzari und Ambrosi auf die Reise nach Wien. Einen Zwischenhalt gab es in Castenaso bei Bologna, wo Rossini und die Colbran am 16. März 1822 heirateten.:108:106
Bei den Aufführungen in Wien ab dem 13. April 1822 sangen außer den vier Hauptdarstellern Fanny Eckerlin (Emma), für die Rossini eine zusätzliche Arie einfügte, Pio Botticelli (Leucippo), Johann Rauscher (Eacide) und Johann Michael Weinkopf (Hohepriester). Die Hauptdarstellerin Isabella Colbran war indisponiert und hatte Probleme mit der Umstellung auf das kleinere Wiener Theater. Trotzdem wurde die Oper auch hier gut aufgenommen. Die Inszenierung stammte von Rossini selbst, und er studierte das Werk auch ein. Die musikalische Leitung bei der Aufführung überließ er Joseph Weigl, dem dortigen ersten Dirigenten. Weigl wurde nachgesagt, auf den Erfolg Rossinis eifersüchtig zu sein. Um dem entgegenzutreten, probte er – Rossinis Erinnerungen zufolge – besonders sorgfältig mit dem Orchester.:135
Die Oper verbreitete sich schnell. Noch im selben Jahr gab es Aufführungen in Rovigo und Venedig sowie am 19. November 1822 im Neuen Königlichen Hof- und Nationaltheater in München. 1824 folgten London, Barcelona, Dresden und Prag, 1825 Moskau, Graz, Budapest, Stuttgart und Amsterdam, 1826 Madrid und Paris. Die dortige Aufführung am Théâtre-Italien überwachte Rossini selbst:435 und komponierte dafür ein neues Andante für Zelmira.:264 1835 gab es eine amerikanische Aufführung in New Orleans.:435

Kostüme der Aufführung im Théâtre-Italien, Paris 1826
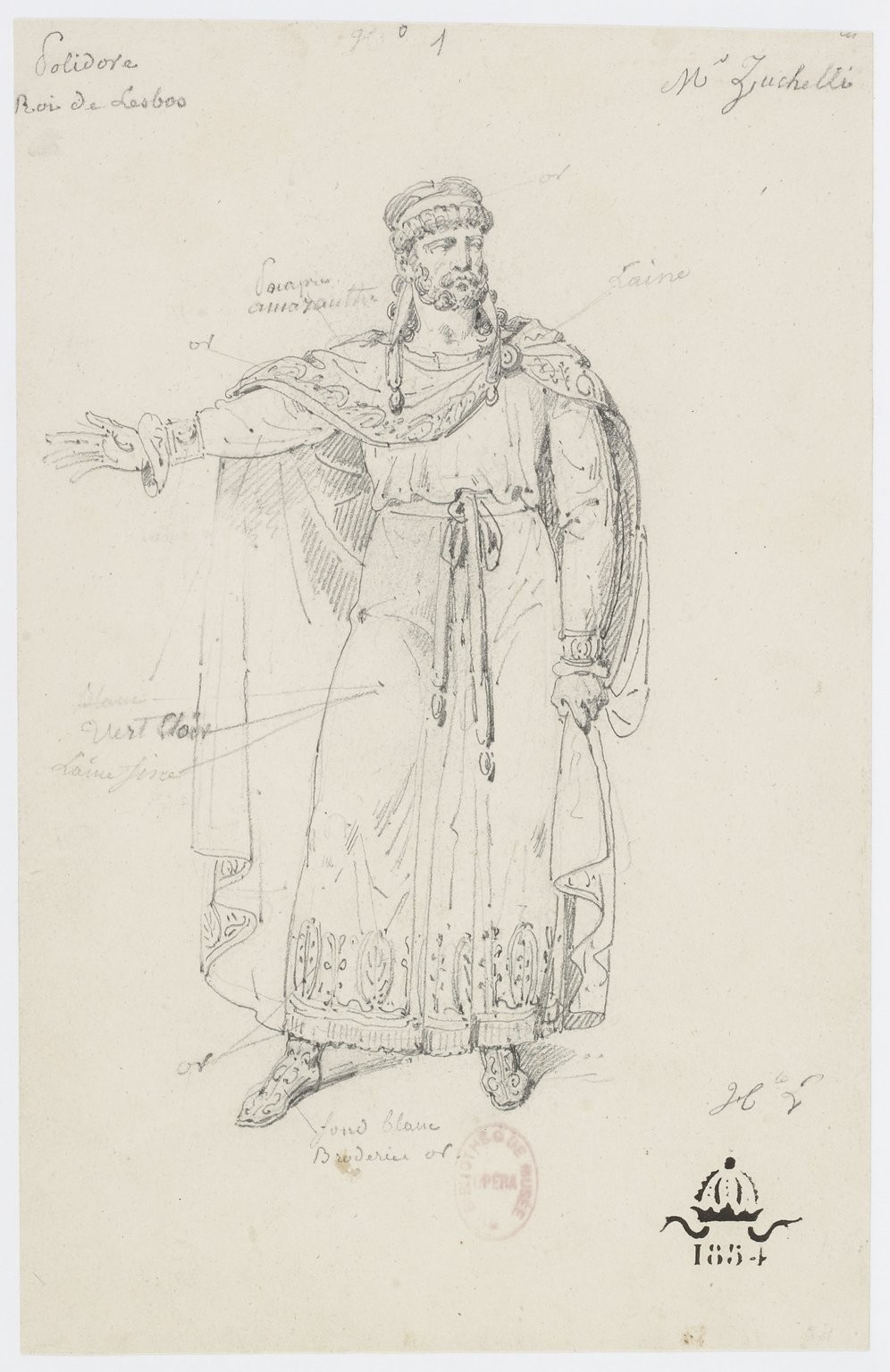
Polidoro (Mr Zuchelli)
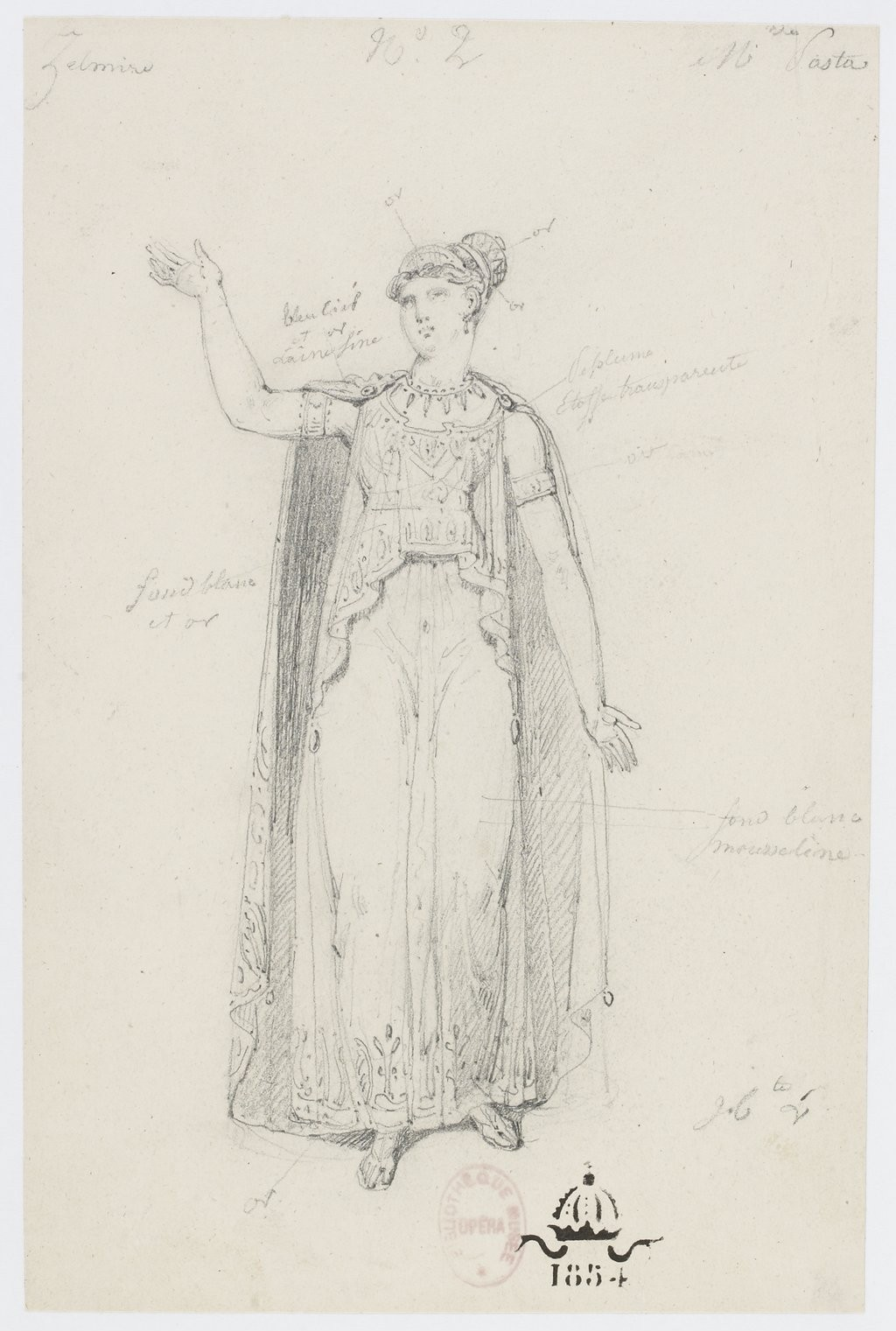
Zelmira (Mme Pasta)
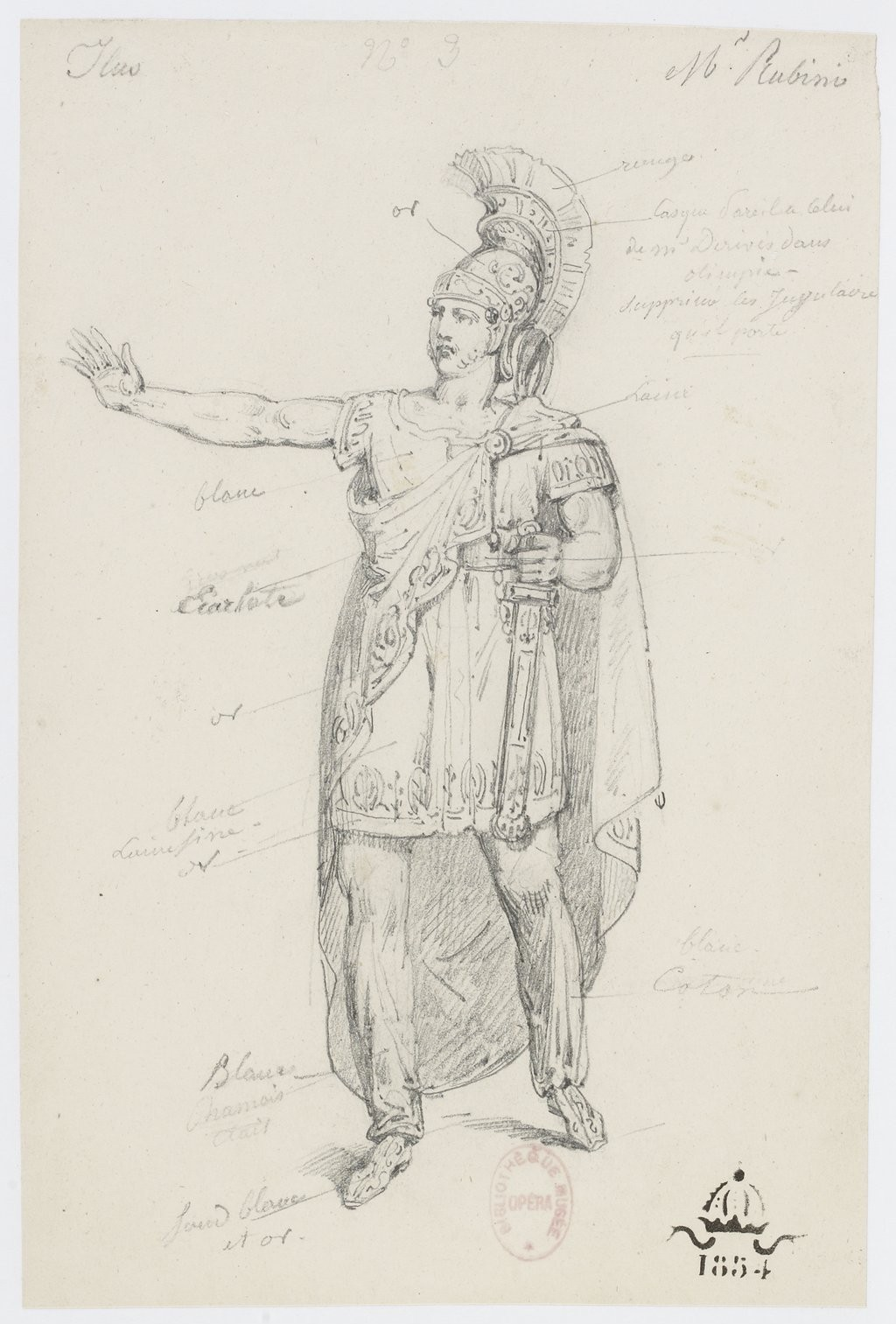
Ilo (Mr Rubini)
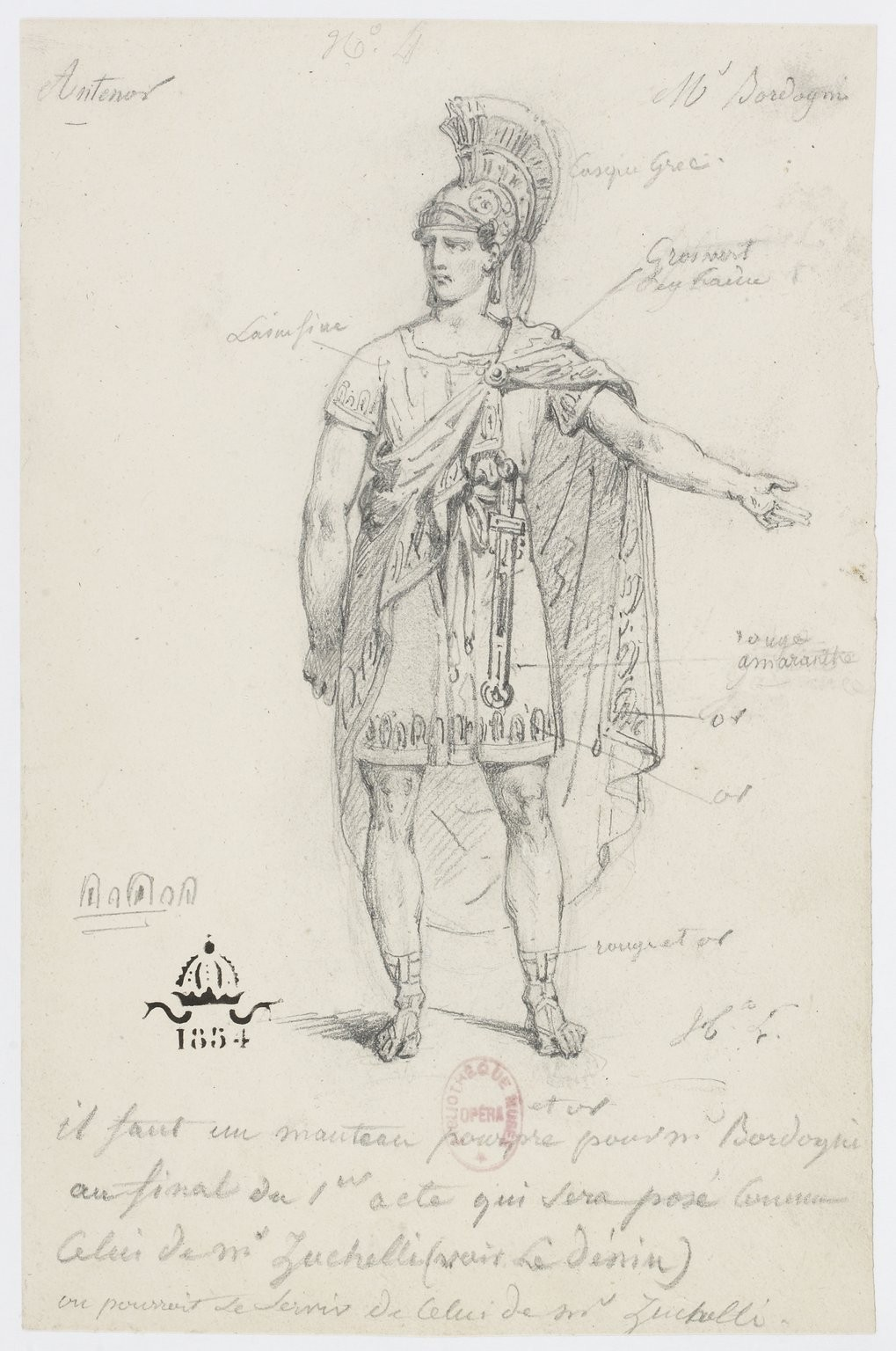
Antenore (Mr Bordogni)
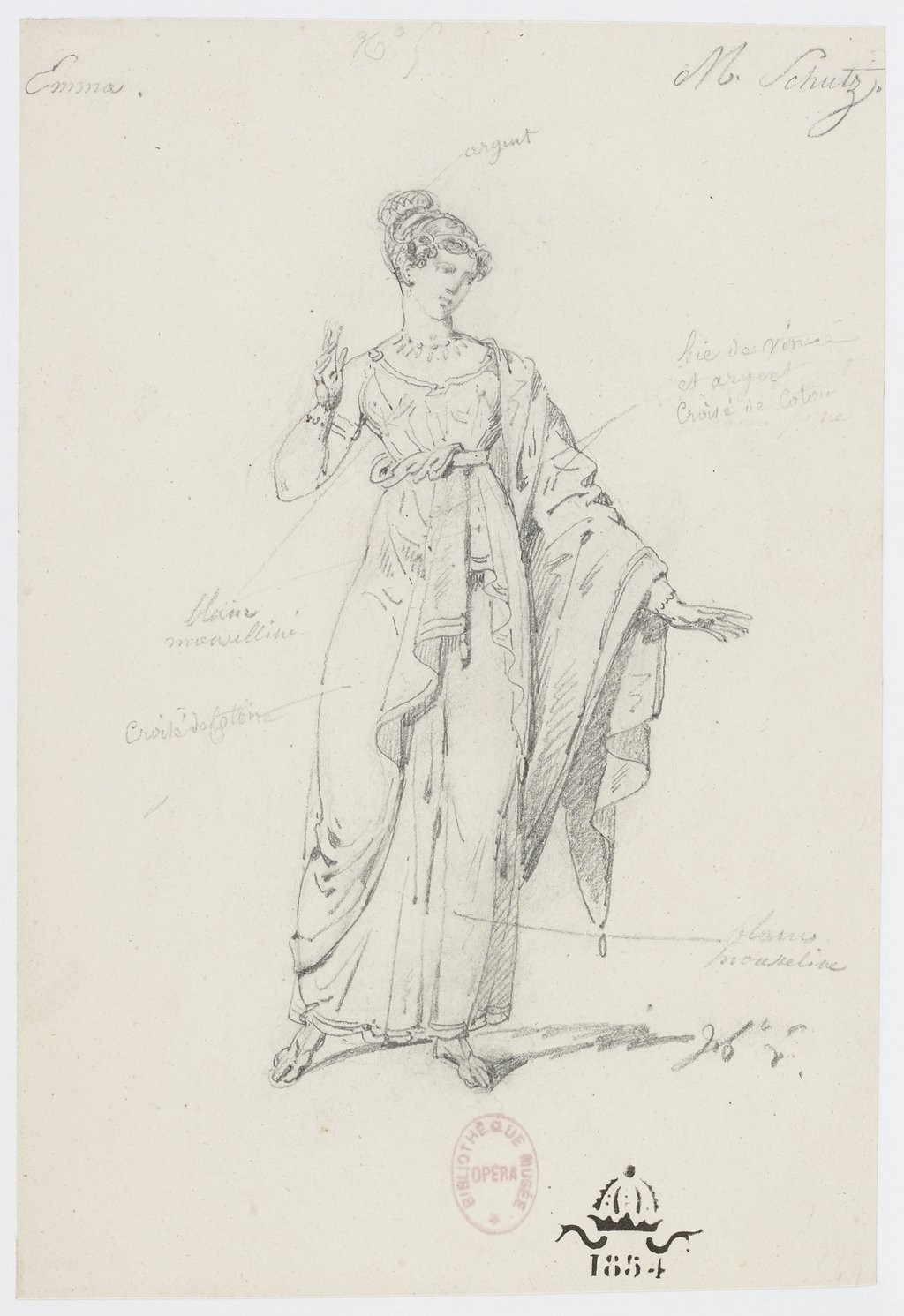
Emma (Mme Schütz)
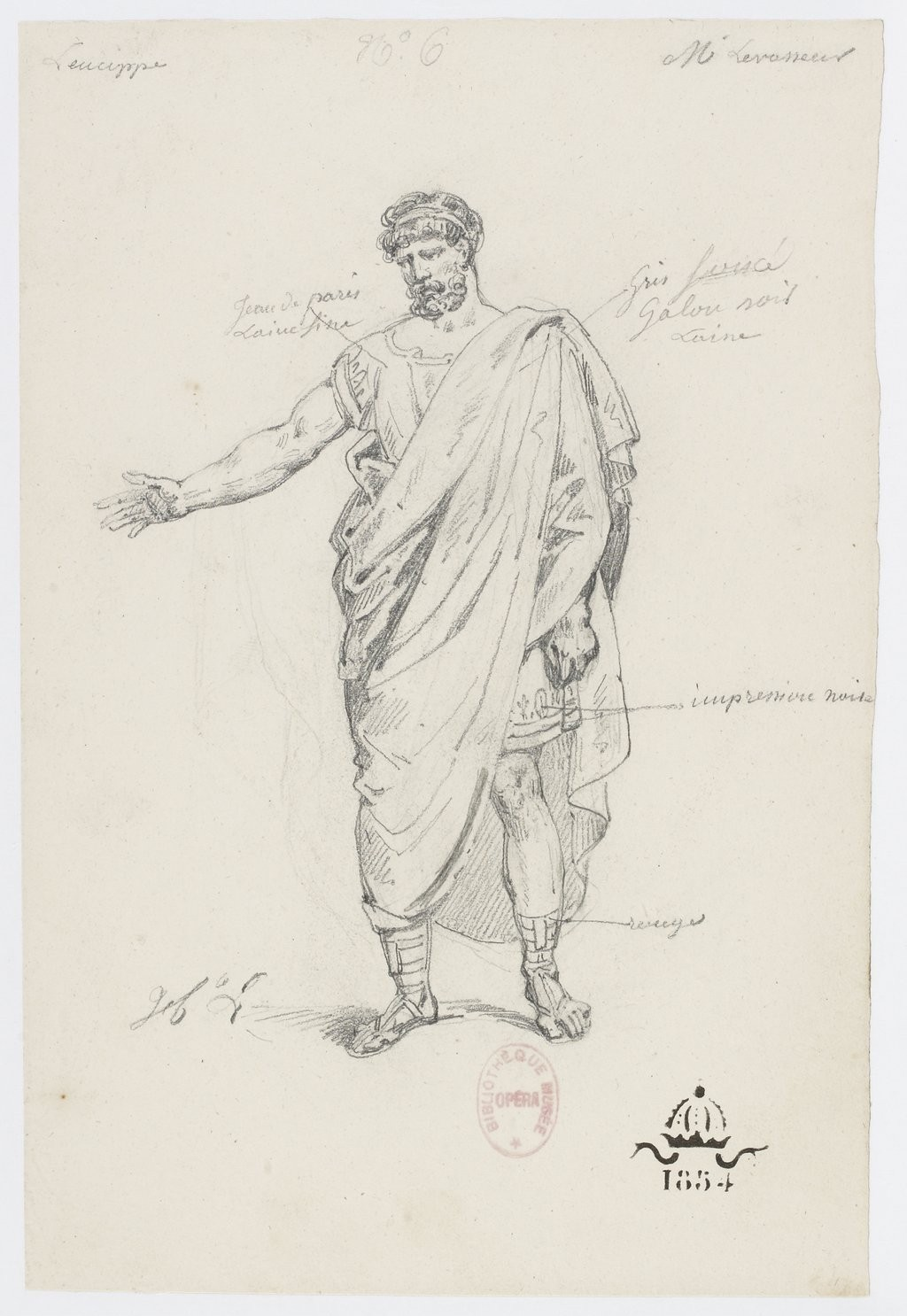
Leucippo (Mr Levasseur)
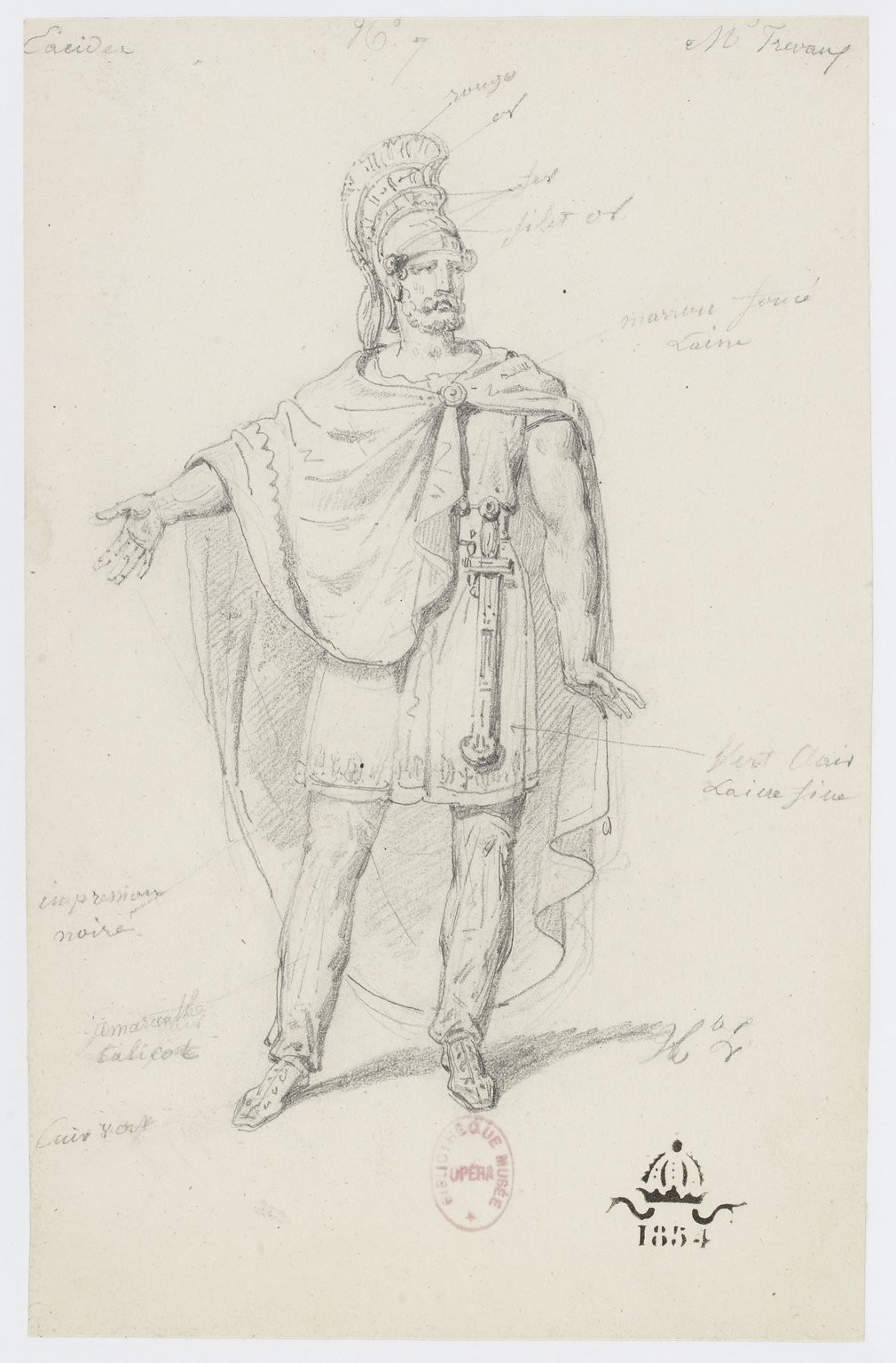
Eacide (Mr Trévaux)
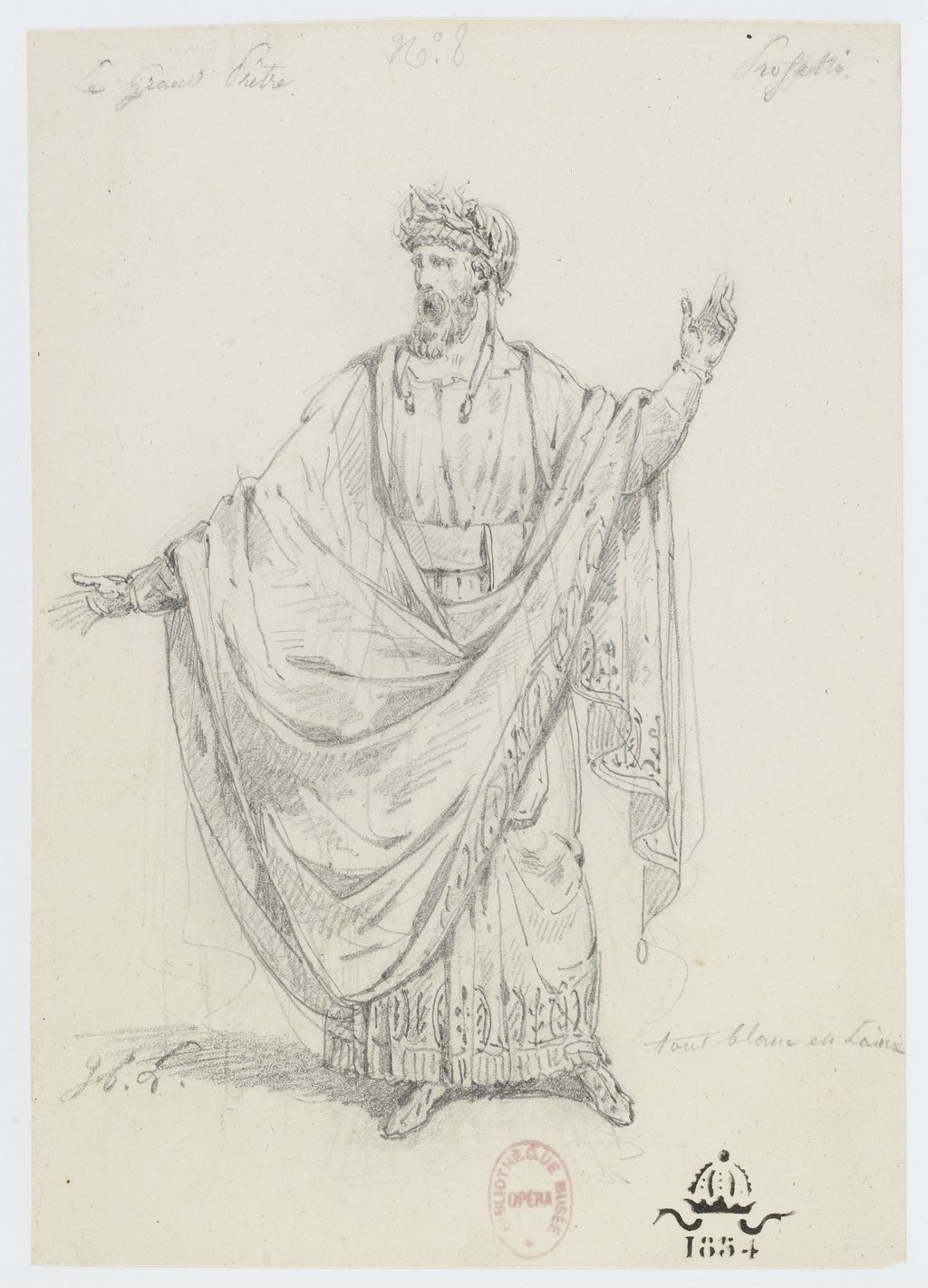
Hohepriester (Mr Profeti)

In neuerer Zeit gab es eine 1965 eine Wiederaufnahme in Neapel unter der musikalischen Leitung von Carlo Franci mit Virginia Zeani in der Titelrolle. Die Inszenierung stammte von Margherita Wallmann.:435

## Aufnahmen
- 10. April 1965 (live aus Neapel): Carlo Franci (Dirigent), Orchester und Chor des Teatro San Carlo. Paolo Washington (Polidoro), Virginia Zeani (Zelmira), Nicola Tagger (Ilo), Gastone Limarilli (Antenore), Anna Maria Rota (Emma), Guido Mazzini (Leucippo), Giuseppe Moretti (Eacide), Enrico Campi (Hohepriester). Giuseppe di Stefano CD: GDS 21025, Melodram LP: MEL 164(3), GOP CD: GOP 780.[12]:16050
- 1988 (leicht gekürzt): Claudio Scimone (Dirigent), I Solisti Veneti, Ambrosian Opera Chorus. José Garcia (Polidoro), Cecilia Gasdia (Zelmira), William Matteuzzi (Ilo), Chris Merritt (Antenore), Bernarda Fink (Emma), Boaz Senator (Leucippo), Vernon Midgley (Eacide), Leslie Fyson (Hohepriester). Erato CD: 45419-2 (2 CD).[12]:16051
- April 1989 (Video, live aus Rom): Evelino Pidò (Dirigent), Orchester und Chor des Teatro dell’Opera di Roma. Simone Alaimo (Polidoro), Cecilia Gasdia (Zelmira), Rockwell Blake (Ilo), Chris Merritt (Antenore), Gloria Scalchi (Emma), Roberto Servile (Leucippo), Tullio Pane (Eacide), Giancarlo Boldrini (Hohepriester). Live Opera Heaven 906 (1 VC).[12]:16052
- August 1995 (live vom Rossini Opera Festival Pesaro): Roger Norrington (Dirigent), Orchester und Chor des Teatro Comunale di Bologna. Giorgio Surjan (Polidoro), Mariella Devia (Zelmira), Paul Austin Kelly (Ilo), Bruce Ford (Antenore), Sonia Ganassi (Emma), Simone Alberghini (Leucippo), Cesare Zamparino (Eacide), Danilo Rigosa (Hohepriester). Charles Handelman – Live Opera 08125.[12]:16053
- Februar 1999 (live aus dem Théâtre des Champs-Élysées in Paris): Maurizio Benini (Dirigent), Orchester und chor der Opéra National de Lyon. Lorenzo Regazzo (Polidoro), Mariella Devia (Zelmira), Paul Austin Kelly (Ilo), Charles Workman (Antenore), Sonia Ganassi (Emma), René Schirrer (Leucippo), Etienne Lescroart (Eacide), Jérôme Varnier (Hohepriester). Premiere Opera Ltd. CDNO 11112 (2 CD).[12]:16054
- 30. August 2003 (live aus Edinburgh, vollständig): Maurizio Benini (Dirigent), Scottish Chamber Orchestra & Chorus. Marco Vinco (Polidoro), Elizabeth Futral (Zelmira), Antonio Siragusa (Ilo), Bruce Ford (Antenore), Manuela Custer (Emma), Mirco Palazzi (Leucippo), Ashley Catling (Eacide), Mathias Hausmann (Hohepriester). Opera Rara ORC 27 (3 CD).[12]:16055
- August 2009 (live vom Rossini Opera Festival Pesaro): Roberto Abbado (Dirigent), Orchester und Chor des Teatro Comunale di Bologna. Alex Esposito (Polidoro), Kate Aldrich (Zelmira), Juan Diego Flórez (Ilo), Gregory Kunde (Antenore), Marianna Pizzolato (Emma), Mirco Palazzi (Leucippo), Francisco Brito (Eacide), Sávio Sperandio (Hohepriester). premiereopera.net (2 CD).[13]